# تلمبة آيت الله خامنه اي (دشتاب)
تلمبة آیت الله خامنه اي (بالإنجليزية: Tolombeh-ye Ayatollah Khamanehi)‏ هي مستوطنة تقع في إيران في قسم دشتاب الريفي.